# Labor et Fides
Labor et Fides est une maison d'édition protestante, fondée en 1924 à Genève, en Suisse.

## Histoire
Théophile Geisendorf-des Gouttes fonde en 1924 à Genève les éditions Labor, acronyme de « Lectures Actuelles Brèves Opportunes Réconfortantes », destinées aux jeunes chrétiens protestants. En 1943 est adopté le nom Labor et Fides. Le théologien Jacques de Senarclens dirige et développe la maison d'édition de 1951 à 1971. Il supervise la traduction et la publication de la Dogmatique de Karl Barth en 27 volumes. En 1960, les éditions trouvent leur adresse actuelle, 1 rue Beauregard à Genève, à côté du parc des Bastions et du Monument international de la Réformation.
En 1980, elle rachète les fonds bibliques et théologiques des éditions Delachaux et Niestlé. La maison développe une alliance éditoriale avec l'éditeur catholique des Éditions du Cerf. Le théologien Pierre Gisel dirige les éditions de 1977 à 1992, puis Gabriel de Montmollin jusqu'en 2015, remplacé alors par l'écrivain Matthieu Mégevand,. Depuis août 2022, la direction est assurée par Marion Muller-Colard.
La maison se définit aujourd'hui comme « la principale maison d'édition protestante francophone ». Labor et Fides publie aussi des ouvrages en coédition avec des maisons françaises telles que les Éditions du Cerf, Albin Michel ou Bayard. Éditeur de textes de Martin Luther et de Jean Calvin, Labor et Fides publie également de nombreux théologiens protestants contemporains.

## Auteurs publiés
- Raphaël Aubert
- Karl Barth
- Lytta Basset
- Dietrich Bonhoeffer
- François Bovon
- Marc-André Charguéraud
- Marc Lienhard
- Henri Lindegaard
- Daniel Marguerat
- Albert de Pury
- Thomas Römer
- Paul Tillich